# توماس بو لارسن
توماس بو لارسن (بالدنماركية: Thomas Bo Larsen)‏ (و. 1963  م) هو ممثل مسرحي، وممثل أفلام دنماركي.

## وصلات خارجية
- توماس بو لارسن على موقع IMDb (الإنجليزية)
- توماس بو لارسن على موقع قاعدة بيانات الأفلام العربية
- توماس بو لارسن على موقع ألو سيني (الفرنسية)
- توماس بو لارسن على موقع ميوزك برينز (الإنجليزية)
- توماس بو لارسن على موقع أول موفي (الإنجليزية)
- توماس بو لارسن على موقع قاعدة بيانات الأفلام السويدية (السويدية)
- توماس بو لارسن على موقع ديسكوغز (الإنجليزية)
- توماس بو لارسن على موقع قاعدة بيانات الفيلم (الإنجليزية)
- توماس بو لارسن على موقع كينوبويسك (الروسية)